# Spilotrogia
Spilotrogia es un género de escarabajos longicornios de la tribu Acanthocinini.

## Especies
- Spilotrogia fragilis (Bates, 1874)
- Spilotrogia hilarula Broun, 1880
- Spilotrogia maculata Bates, 1874
- Spilotrogia pictula (Bates, 1876)